# Achille Varzi
Achille Varzi, född den 8 augusti 1904 i Galliate, Italien, död den 1 juli 1948 i Bremgarten bei Bern, Schweiz, var en italiensk racerförare.

## Racingkarriär
Varzi tävlade med motorcyklar som ung, men bytte 1928 till bilracing, där han under många år skulle vara en framstående förare på den internationella scenen. Hans finaste segrar var Frankrikes Grand Prix 1931, Monacos Grand Prix 1933, Targa Florio 1930 och 1934, samt Mille Miglia 1934. Hans seger i Frankrike på Montlhéry. Han körde under 1930-talet för Scuderia Ferrari, innan han bytte till Auto Union. Han började dock ha personligha problem med morfinmissbruk och en affär med konkurrenten Paul Pietschs fru. Under det andra Världskriget gifte sig Varzi och besegrade sitt drogmissburk, och efter krigsslutet 1945 återkom han till den internationella racingen. Han tävlade utan hjälm i Schweiz Grand Prix 1948, när hans bil flippade på den våta banan, och hans skalle krossades. Därför införde FIA hjälmtvång från och med då.